# Liste der Kulturdenkmäler in Veldenz
In der Liste der Kulturdenkmäler in Veldenz sind alle Kulturdenkmäler der rheinland-pfälzischen Ortsgemeinde Veldenz einschließlich des Ortsteils Thalveldenz aufgeführt. Grundlage ist die Denkmalliste des Landes Rheinland-Pfalz (Stand: 10. August 2023).

## Denkmalzonen
| Bezeichnung          | Lage                       | Baujahr                        | Beschreibung | Bild |
| -------------------- | -------------------------- | ------------------------------ | --- | ---- |
| Denkmalzone Ortskern | Hauptstraße 19, 23–28 Lage | 18. und frühes 19. Jahrhundert | Rathaus, Gasthaus und Quereinhaus von 1804 in der Ortsmitte, drei Quereinhäuser, teilweise mit Fachwerk, des 18. und frühen 19. Jahrhunderts sowie zwei weitere Bauten kennzeichnen das Straßenbild, das in seinem Charakter eine Mittelstellung zwischen den Moselorten und denen des Hunsrücks einnimmt. | BW   |

## Einzeldenkmäler
| Bezeichnung                                  | Lage                                        | Baujahr         | Beschreibung | Bild                           |
| -------------------------------------------- | ------------------------------------------- | --------------- | --- | ------------------------------ |
| Evangelische Pfarrkirche                     | Bergstraße 1a Lage                          | 13. Jahrhundert | neugotischer Schieferbruchstein-Zentralbau, 1884, Turm aus dem 13. Jahrhundert                                                                        | weitere Bilder Fotos hochladen |
| Quereinhaus                                  | Hauptstraße 6 Lage                          | 1728            | Fachwerk-Quereinhaus, angeblich von 1728, massives Erdgeschoss aus der ersten Hälfte des 19. Jahrhunderts                                             | BW                             |
| Rathaus                                      | Hauptstraße 25 Lage                         | 1735            | zunächst Wohnhaus, später Schule; stattlicher Mansarddachbau, angeblich von 1735                                                                      | BW                             |
| Gasthaus Zur Grafschaft                      | Hauptstraße 27 Lage                         | 16. Jahrhundert | ehemaliges Zehnthaus der Grafen von Veldenz; heterogene Anlage, im Kern eventuell spätmittelalterlich, vom 17. bis 19. Jahrhundert mehrfach überformt | BW                             |
| Quereinhaus                                  | Hauptstraße 28 Lage                         | 1804            | ehemaliges Quereinhaus; Krüppelwalmdachbau, teilweise Fachwerk, bezeichnet 1804                                                                       | BW                             |
| Katholische Pfarrkirche Heiliger Name Marias | Hollandstraße 10 Lage                       | 1884/85         | neugotischer Schieferbruchsteinsaal, 1884/85; Gesamtanlage mit Pfarrhaus und Garten                                                                   | BW                             |
| Katholisches Pfarrhaus                       | Hollandstraße, zu Nr. 10 Lage               | 1888            | historisierender Bruchsteinbau, bezeichnet 1888 | BW                             |
| Wohnhaus                                     | Weingartenstraße 1 Lage                     | 18. Jahrhundert | Fachwerkhaus, teilweise massiv, 18. Jahrhundert | BW                             |
| Wohnhaus                                     | Winzergasse 6 Lage                          | 18. Jahrhundert | Fachwerkhaus, teilweise massiv, 18. Jahrhundert | BW                             |
| Wohnhaus                                     | Thalveldenz, Schloßstraße 13 Lage           | 17. Jahrhundert | Fachwerkhaus, teilweise massiv, 17. Jahrhundert | BW                             |
| Schloss Veldenz                              | Thalveldenz, oberhalb der Schloßstraße Lage | 12. Jahrhundert | ausgedehnte Anlage mit Resten zweier durch Türme verstärkten Toranlagen sowie Wohngebäuden, 1107 bezeugt, 1680 zerstört                               | weitere Bilder Fotos hochladen |

## Ehemalige Kulturdenkmäler
| Bezeichnung | Lage            | Baujahr         | Beschreibung                                                                         | Bild |
| ----------- | --------------- | --------------- | ------------------------------------------------------------------------------------ | ---- |
| Wohnhaus    | Hügelweg 2 Lage | 18. Jahrhundert | Fachwerkhaus, teilweise massiv, verputzt, 18. Jahrhundert; aus Denkmalliste gelöscht | BW   |